# Beta Coronae Borealis
Beta Coronae Borealis (Nusakan, 3 Coronae Borealis) é uma estrela na direção da Corona Borealis. Possui uma ascensão reta de 15h 27m 49.85s e uma declinação de +29° 06′ 19.8″. Sua magnitude aparente é igual a 3.66. Considerando sua distância de 114 anos-luz em relação à Terra, sua magnitude absoluta é igual a 0.94. Pertence à classe espectral F0p. É uma estrela variável α² Canum Venaticorum.